# Virág Gábor (író)
Virág Gábor, írói álnevén Aaron Blumm (Zenta, 1973. január 4. –) vajdasági magyar író, szerkesztő.

## Életpályája
A gimnáziumot Bácstopolyán végezte, majd az újvidéki Bölcsészettudományi Karon magyartanári oklevelet szerzett.
17 éves kora óta jelennek meg versei, prózái. 1995-től szerkesztője, majd 1996-tól 2000-ig főszerkesztője az újvidéki Symposionnak. 2006-tól főmunkatársa a HÍD folyóiratnak. A veszprémi Ex Symposion szerkesztőbizottsági tagja. 2008–2009-ben irodalomelméletet és irodalomtörténetet tanított az újvidéki Magyar Tanszéken. 2013 óta a Forum Könyvkiadó Intézet igazgató-főszerkesztője. Kishegyesen él, két gyermek édesapja.

## Kötetei
- Istenfélő ház. 3 tucat vers; Co.-pir Csoport, Kishegyes, 1989 (Co.-pir füzet)
- Dombosi történetek, 1998, Symposion (Mirnics Gyulával és Szerbhorváth Györggyel)
- Aaron Blumm Csáth kocsit hajt. Rövidprózák; Forum, Újvidék, 2006
- Aaron Blumm Biciklizéseink Török Zolival; JAK–Prae.hu–Symposion, Budapest–Szabadka, 2011
- Aaron Blumm: Ki ölte meg a Török Zolit?; Életjel-Kalligram, Szabadka–Budapest, 2022

## Blogjai
- http://www.biciklizeseimtorokzolival.blogspot.com/
- http://www.cyclingwithzolitorok.blogspot.com/
- http://www.aaronblumm.blogspot.com/

## Díjai
- Sinkó-díj, 1996
- Móricz Zsigmond-ösztöndíj, 2002
- Szirmai-díj, 2006[1]
- Koncz István irodalmi díj
- Sziveri János-díj, 2012[2]
- Szenteleky Kornél Irodalmi Díj, 2020[forrás?]